# Borzysław (powiat kamieński)
Borzysław – kolonia w Polsce położona w województwie zachodniopomorskim, w powiecie kamieńskim, w gminie Kamień Pomorski.
W latach 1975–1998 miejscowość administracyjnie należała do województwa szczecińskiego.
W miejscowości znajduje się park dworski z 2. połowy XIX wieku, wpisany 27 września 1983 roku do rejestru zabytków.